# Alpinia porphyrea
Alpinia porphyrea är en enhjärtbladig växtart som beskrevs av Rosemary Margaret Smith. Alpinia porphyrea ingår i släktet Alpinia och familjen Zingiberaceae. Inga underarter finns listade i Catalogue of Life.